# 382
سنة 382 م (بالأرقام الرومانية: CCCLXXXII) كانت سنة بسيطة تبدأ يوم السبت (الرابط يظهر نموذج الجدول الزمني الكامل للسنة) من التقويم اليولياني. في ذلك الوقت كانت هذه السنة تعرف على أنها سنة تولي القنصلية من قبل أنطونيوس وسياغريوس (وتعرف على نطاق أضيق بسنة 1135 من تاريخ تأسيس روما). بدأت تسمية السنة ب382 منذ العصور الوسطى المبكرة، عندما أصبح تقويم أنو دوميني هو الأسلوب السائد في أوروبا لتسمية السنوات.

## أحداث
- نهاية الحرب القوطية (376-382) في 382 والتي بدأت في 376.